# Alunișul, Mehedinți
Alunișul este un sat în comuna Husnicioara din județul Mehedinți, Oltenia, România.